# Israel Football League 2011-2012
La Israel Football League 2011-2012 è stata la 5ª edizione del campionato di football americano di primo livello, organizzato da AFI.

## Squadre partecipanti
| Club                  | Città            | Stadio | Sponsor ufficiale | Risultato nella stagione 2011 |
| --------------------- | ---------------- | ------ | ----------------- | ----------------------------- |
| Acre Northern Stars   | Acri             |        |                   |                               |
| Beersheva Black Swarm | Be'er Sheva      |        |                   |                               |
| Haifa Underdogs       | Haifa            |        | Nemo’s            |                               |
| Herzliya Hammers      | Herzliya         |        |                   |                               |
| Jerusalem Kings       | Gerusalemme      |        |                   |                               |
| Jerusalem Lions       | Gerusalemme      |        | Big Blue          |                               |
| Judean Rebels         | Gerusalemme      |        |                   |                               |
| Petah Tikva Troopers  | Petah Tiqwa      |        | Mike’s Place      |                               |
| Tel Aviv Pioneers     | Tel Aviv         |        |                   |                               |
| Tel Aviv-Jaffa Sabres | Tel Aviv - Jaffa |        |                   |                               |

## Stagione regolare

### Calendario

#### 1ª giornata
| 17 novembre 2011 | Jerusalem Kings | 12 – 30 (0-8 6-6 0-16 6-0) | Beersheva Black Swarm | (178 spett.) |

| 18 novembre 2011 | Acre Northern Stars | 0 – 52 (0-16 0-16 0-14 0-6) | Haifa Underdogs | (74 spett.) |

| 19 novembre 2011 | Tel Aviv-Jaffa Sabres | 44 – 37 (6-3 24-2 6-20 8-12) | Judean Rebels | (126 spett.) |

#### 2ª giornata
| 24 novembre 2011 | Jerusalem Kings | 56 – 14 (6-0 22-6 16-0 12-8) | Petah Tikva Troopers | (178 spett.) |

| 26 novembre 2011 | Herzliya Hammers | 32 – 10 (14-0 6-8 6-2 6-0) | Beersheva Black Swarm | (98 spett.) |

#### 3ª giornata
| 1º dicembre 2011 | Judean Rebels | 38 – 64 (0-8 25-38 13-12 0-6) | Jerusalem Lions | (287 spett.) |

| 2 dicembre 2011 | Acre Northern Stars | 12 – 94 (0-34 6-24 0-22 6-14) | Tel Aviv-Jaffa Sabres | (37 spett.) |

| 3 dicembre 2011 | Haifa Underdogs | 56 – 12 (10-6 14-6 25-0 6-0) | Herzliya Hammers | (68 spett.) |

#### 4ª giornata
| 8 dicembre 2011 | Jerusalem Lions | 64 – 22 (6-0 28-16 6-0 24-6) | Jerusalem Kings | (131 spett.) |

| 9 dicembre 2011 | Tel Aviv Pioneers | 6 – 24 (0-2 0-8 6-6 0-8) | Tel Aviv-Jaffa Sabres | (46 spett.) |

| 10 dicembre 2011 | Beersheva Black Swarm | 56 – 16 (16-0 6-0 20-0 14-16) | Petah Tikva Troopers | (106 spett.) |

#### 5ª giornata
| 15 dicembre 2011 | Judean Rebels | 54 – 6 (21-0 15-6 7-0 11-0) | Acre Northern Stars | (94 spett.) |

| 16 dicembre 2011 | Tel Aviv Pioneers | 62 – 28 (8-8 30-6 8-0 16-14) | Beersheva Black Swarm | (68 spett.) |

| 17 dicembre 2011 | Petah Tikva Troopers | 12 – 60 (0-10 6-28 6-22 0-0) | Jerusalem Lions | (64 spett.) |

#### 6ª giornata
| 22 dicembre 2011 | Judean Rebels | 66 – 20 (23-8 29-0 7-6 7-6) | Jerusalem Kings | (311 spett.) |

| 23 dicembre 2011 | Acre Northern Stars | 12 – 61 (0-13 6-14 6-21 0-13) | Herzliya Hammers | (29 spett.) |

#### 7ª giornata
| 29 dicembre 2011 | Jerusalem Lions | 54 – 22 (22-14 14-8 6-0 12-0) | Tel Aviv-Jaffa Sabres | (279 spett.) |

| 30 dicembre 2011 | Petah Tikva Troopers | 8 – 60 (8-14 0-6 0-24 0-16) | Beersheva Black Swarm | (61 spett.) |

| 31 dicembre 2011 | Tel Aviv Pioneers | 22 – 8 (16-8 6-0 0-0 0-0) | Haifa Underdogs | (84 spett.) |

#### 8ª giornata
| 5 gennaio 2012 | Tel Aviv-Jaffa Sabres | 36 – 11 (8-3 14-0 12-8 2-0) | Herzliya Hammers | (52 spett.) |

| 6 gennaio 2012 | Haifa Underdogs | 55 – 12 (14-6 26-6 0-0 15-0) | Jerusalem Kings | (144 spett.) |

| 7 gennaio 2012 | Petah Tikva Troopers | 6 – 64 (6-24 0-21 0-12 0-7) | Judean Rebels | (48 spett.) |

#### 9ª giornata
| 12 gennaio 2012 | Jerusalem Kings | 36 – 56 (0-8 0-20 16-14 20-14) | Jerusalem Lions | (96 spett.) |

| 13 gennaio 2012 | Acre Northern Stars | 0 – 52 (0-22 0-22 0-0 0-8) | Tel Aviv Pioneers | (24 spett.) |

| 14 gennaio 2012 | Beersheva Black Swarm | 12 – 22 (6-7 6-9 0-6 0-0) | Judean Rebels | (67 spett.) |

#### 10ª giornata
| 19 gennaio 2012 | Acre Northern Stars | 56 – 38 (14-0 20-22 8-0 14-16) | Petah Tikva Troopers | (71 spett.) |

| 20 gennaio 2012 | Herzliya Hammers | 6 – 39 (0-7 0-0 0-19 6-13) | Haifa Underdogs | (68 spett.) |

| 21 gennaio 2012 | Beersheva Black Swarm | 12 – 64 (12-8 0-28 0-14 0-14) | Jerusalem Lions | (55 spett.) |

#### 11ª giornata
| 26 gennaio 2012 | Herzliya Hammers | 8 – 44 (0-12 6-20 0-6 2-6) | Tel Aviv Pioneers | (116 spett.) |

| 28 gennaio 2012 | Tel Aviv-Jaffa Sabres | 26 – 6 (6-0 12-0 0-0 8-6) | Haifa Underdogs | (89 spett.) |

#### 12ª giornata
| 2 febbraio 2012 | Judean Rebels | 25 – 0 (a tavolino) | Beersheva Black Swarm |  |

| 2 febbraio 2012 | Jerusalem Lions | 62 – 0 (16-0 32-0 6-0 8-0) | Petah Tikva Troopers | (130 spett.) |

| 4 febbraio 2012 | Tel Aviv-Jaffa Sabres | 70 – 6 (22-0 26-0 16-6 6-0) | Acre Northern Stars | (85 spett.) |

#### 13ª giornata
| 9 febbraio 2012 | Petah Tikva Troopers | 22 – 46 (0-6 8-14 0-12 14-16) | Jerusalem Kings | (59 spett.) |

| 10 febbraio 2012 | Tel Aviv Pioneers | 56 – 0 (20-0 20-0 0-0 16-0) | Acre Northern Stars | (38 spett.) |

| 11 febbraio 2012 | Beersheva Black Swarm | 0 – 30 (0-12 0-6 0-0 0-12) | Jerusalem Lions | (44 spett.) |

#### 14ª giornata
| 16 febbraio 2012 | Jerusalem Kings | 44 – 56 (16-21 14-13 0-8 14-14) | Judean Rebels | (74 spett.) |

| 17 febbraio 2012 | Herzliya Hammers | 0 – 38 (0-10 0-12 0-6 0-10) | Tel Aviv-Jaffa Sabres | (56 spett.) |

| 18 febbraio 2012 | Haifa Underdogs | 8 – 34 (0-8 0-6 0-12 8-8) | Tel Aviv Pioneers | (29 spett.) |

#### 15ª giornata
| 23 febbraio 2012 | Judean Rebels | 57 – 26 (20-6 16-6 21-8 0-6) | Petah Tikva Troopers | (94 spett.) |

| 24 febbraio 2012 | Herzliya Hammers | 75 – 34 (18-0 46-8 3-14 8-12) | Acre Northern Stars | (57 spett.) |

| 24 febbraio 2012 | Jerusalem Lions | 54 – 28 (22-0 20-22 6-0 6-6) | Tel Aviv Pioneers | (263 spett.) |

| 25 febbraio 2012 | Haifa Underdogs | 20 – 44 (0-8 20-16 0-14 0-6) | Tel Aviv-Jaffa Sabres | (42 spett.) |

#### 16ª giornata
| 2 marzo 2012 | Petah Tikva Troopers | 6 – 57 (0-16 6-28 0-7 0-6) | Haifa Underdogs | (26 spett.) |

| 3 marzo 2012 | Tel Aviv-Jaffa Sabres | 38 – 12 (0-6 18-6 20-0 0-0) | Tel Aviv Pioneers | (54 spett.) |

| 5 marzo 2012 | Jerusalem Kings | 25 – 0 (a tavolino) | Herzliya Hammers |  |

| 6 marzo 2012 | Jerusalem Lions | 36 – 35 (6-8 14-20 8-7 8-0) | Judean Rebels | (139 spett.) |

#### 17ª giornata
| 8 marzo 2012 | Haifa Underdogs | 54 – 0 (14-0 16-0 8-0 16-0) | Acre Northern Stars | (31 spett.) |

| 9 marzo 2012 | Tel Aviv Pioneers | 66 – 12 (6-6 22-0 16-0 22-6) | Herzliya Hammers | (96 spett.) |

| 10 marzo 2012 | Beersheva Black Swarm | 14 – 20 (0-12 8-8 0-0 6-0) | Jerusalem Kings | (263 spett.) |

### Classifica
La classifica della regular season è la seguente:
- PCT = percentuale di vittorie, G = partite giocate, V = partite vinte,  P = partite perse, PF = punti fatti, PS = punti subiti

#### IFL North
| Pos. | Squadra               | PCT  | G  | V | N | P | PF  | PS  |
| ---- | --------------------- | ---- | -- | - | - | - | --- | --- |
| 1    | Tel Aviv-Jaffa Sabres | .900 | 10 | 9 | 0 | 1 | 436 | 164 |
| 2    | Tel Aviv Pioneers     | .700 | 10 | 7 | 0 | 3 | 382 | 180 |
| 3    | Haifa Underdogs       | .600 | 10 | 6 | 0 | 4 | 355 | 162 |
| 4    | Herzliya Hammers      | .300 | 10 | 3 | 0 | 7 | 217 | 360 |
| 5    | Acre Northern Stars   | .100 | 10 | 1 | 0 | 9 | 126 | 606 |

#### IFL South
| Pos. | Squadra               | PCT   | G  | V  | N | P  | PF  | PS  |
| ---- | --------------------- | ----- | -- | -- | - | -- | --- | --- |
| 1    | Jerusalem Lions       | 1.000 | 10 | 10 | 0 | 0  | 544 | 205 |
| 2    | Judean Rebels         | .700  | 10 | 7  | 0 | 3  | 454 | 258 |
| 3    | Jerusalem Kings       | .400  | 10 | 4  | 0 | 6  | 293 | 377 |
| 4    | Beersheva Black Swarm | .300  | 10 | 3  | 0 | 7  | 222 | 291 |
| 5    | Petah Tikva Troopers  | .000  | 10 | 0  | 0 | 10 | 148 | 574 |

## Playoff

### Tabellone
|  | Wild Card | Wild Card         | Wild Card         |                   |                       | Semifinali            | Semifinali            | Semifinali |  |  | V Israel Bowl | V Israel Bowl | V Israel Bowl |  |
|  |           |                   |                   |                   |                       |                       |                       |            |  |  |               |               |               |  |
|  |           |                   |                   |                   |                       | 1N                    | Tel Aviv-Jaffa Sabres | 34         |  |  |               |               |               |  |
|  |           |                   |                   |                   |                       | 1N                    | Tel Aviv-Jaffa Sabres | 34         |  |  |               |               |               |  |
|  |           |                   |                   | Haifa Underdogs   | 12                    |                       |                       |            |  |  |               |               |               |  |
|  | 2S        | Judean Rebels     | 47                | Haifa Underdogs   | 12                    |                       |                       |            |  |  |               |               |               |  |
|  | 2S        | Judean Rebels     | 47                |                   |                       |                       |                       |            |  |  |               |               |               |  |
|  | 3N        | Haifa Underdogs   | 91                |                   |                       |                       |                       |            |  |  |               |               |               |  |
|  | 3N        | Haifa Underdogs   | 91                |                   | Tel Aviv-Jaffa Sabres | Tel Aviv-Jaffa Sabres | 44                    |            |  |  |               |               |               |  |
|  |           |                   |                   |                   |                       |                       |                       |            |  |  |               |               |               |  |
|  |           |                   | Tel Aviv Pioneers | Tel Aviv Pioneers | 42                    |                       |                       |            |  |  |               |               |               |  |
|  |           |                   |                   | Tel Aviv Pioneers | 42                    |                       |                       |            |  |  |               |               |               |  |
|  |           |                   |                   |                   |                       |                       |                       |            |  |  |               |               |               |  |
|  |           |                   |                   |                   |                       |                       |                       |            |  |  |               |               |               |  |
|  |           | 1S                | Jerusalem Lions   | 22                |                       |                       |                       |            |  |  |               |               |               |  |
|  |           |                   |                   | 22                |                       |                       |                       |            |  |  |               |               |               |  |
|  |           |                   |                   | Tel Aviv Pioneers | 66                    |                       |                       |            |  |  |               |               |               |  |
|  | 2N        | Tel Aviv Pioneers | 34                | Tel Aviv Pioneers | 66                    |                       |                       |            |  |  |               |               |               |  |
|  | 2N        | Tel Aviv Pioneers | 34                |                   |                       |                       |                       |            |  |  |               |               |               |  |
|  | 3S        | Jerusalem Kings   | 6                 |                   |                       |                       |                       |            |  |  |               |               |               |  |

### Wild card
| 16 marzo 2012 | Tel Aviv Pioneers | 34 – 6 (12-0 14-0 0-0 8-6) | Jerusalem Kings | (46 spett.) |

| 17 marzo 2012 | Judean Rebels | 47 – 91 (15-14 6-24 6-16 20-37) | Haifa Underdogs | (247 spett.) |

### Semifinali
| 22 marzo 2012 | Jerusalem Lions | 22 – 66 (8-30 6-0 8-22 0-14) | Tel Aviv Pioneers | (432 spett.) |

| 24 marzo 2012 | Tel Aviv-Jaffa Sabres | 34 – 12 (0-6 14-0 0-0 20-6) | Haifa Underdogs | (98 spett.) |

### V Israel Bowl
| 30 marzo 2012 | Tel Aviv-Jaffa Sabres | 44 – 42 (14-8 14-20 0-0 16-14) | Tel Aviv Pioneers | (617 spett.) |

## Verdetti
- Tel Aviv-Jaffa Sabres Campioni di Israele 2011-2012 (2º titolo)